# Humberto Fernández Morán
Humberto Fernández-Morán Villalobos (sinh ngày 18 tháng 2 năm 1924 ở Maracaibo – mất ngày 17 tháng 3 năm 1999 ở Stockholm) là một nhà khoa học nghiên cứu người Venezuela. Ông nổi tiếng vì phát minh dao kim cương và đóng góp vào sự thúc đẩy đáng kể cho việc phát triển thấu kính điện từ cho các kính hiển vi điện tử dựa trên công nghệ siêu dẫn cùng nhiều công trình khoa học khác.

## Cuộc đời
Humberto Fernández-Morán Villalobos đã thành lập Viện Nghiên cứu Thần kinh và Não bộ Venezuela (IVNIC trong tiếng Tây Ban Nha), tiền thân của Viện Nghiên cứu Khoa học Venezuela (IVIC) hiện nay. Ông học tại đại học München và tốt nghiệp xuất sắc năm 1944. Thêm vào đó, ông đã đóng góp vào sự phát triển của kính hiển vi điện tử và đưa ra khái niệm về phương pháp phẫu thuật siêu nhỏ. Ngoài ra, ông đã phát triển con dao mổ kim cương và tham gia vào việc phát triển kính hiển vi điện tử lạnh.
Vào năm 1957, ông tham gia chương trình lắp đặt lò phản ứng RV-1, lò hạt nhân đầu tiên của Venezuela, với sự giám sát của chính phủ. RV-1 là một trong những lò phản ứng hạt nhân đầu tiên ở Mỹ Latinh.
Năm 1958, ông giữ chức bộ trưởng Bộ Giáo dục trong chính phủ của tổng thống Marcos Pérez Jiménez có một thời gian ngắn. Năm 1964, ông được bầu vào Viện Hàn lâm Khoa học và Nghệ thuật Hoa Kỳ. Sau đó, ông đã làm việc với NASA cho chương trình Apollo và giảng dạy tại nhiều trường đại học như MIT, đại học Chicago và đại học Stockholm.

## Đời tư
Vợ ông, Anna, là người Thụy Điển và họ có hai cô con gái, Brigida Elena và Verónica.
Sau khi qua đời, thi thể của ông đã được hỏa táng và tro cốt của ông ngày nay nằm ở tại Nghĩa trang Quảng trường Luxburg-Carolath ở quê hương ông, Maracaibo.

## Phát minh
- Dao mổ kim cương
- Thiết bị vi phẫu

## Các giải thưởng và danh hiệu
- 1967, giải John Scott cho phát minh dao mổ kim cương.[3]
- Hiệp sĩ Order of the Polar Star
- Huy chương Claude Bernard, Đại học Montreal
- Giải thưởng Y học hằng năm của Cambridge